# La soledat
La soledat (versió original: La soledad) és una pel·lícula espanyola dirigida per Jaime Rosales, estrenada el 2007. Està escrita per Enric Rufas conjuntament amb Jaime Rosales. S'ha doblat i subtitulat al català.

## Argument
És el relat de la vida de dues mares, Adela i Antonia, que viuen les seves vides en solitari. Són, tanmateix, envoltades d'amics, una família, però indiferents als món que les envolta.

Adela, una jove separada i amb un fill d'un any, està cansada de la vida que porta al seu petit poble natal al nord de Lleó. I decideix instal·lar-se a Madrid. Un cop allà, un atemptat terrorista, quan va amb autobús, deixarà la seva vida destrossada.

Antonia, mare a temps complet, constantment es preocupa de les seves filles.

## Repartiment
- Antonia: Petra Martinez
- Adela: Paloma Mozo
- Nieves: Nuria Mencia
- Ines: Miriam Correa
- Helena: María Bazán
- Miriam: Carmen Gutiérrez
- Pedro: José Luis Torrijo
- Carlos: Jorge Bosch

## Comentari
Jaime Rosales i Enric Rufas tornen a sorprendre amb un guió hiperrealista que reflecteix la duresa de la vida.
La gran aportació de Rosales amb la seva direcció és la seva arriscada i suggeridora aposta formal, evident en l'ús del sistema de polivisió (fragmentació de la pantalla en dos, tres i quatre plans diferents).
Va ser presentada al Festival Internacional de Cinema de Canes 2007 en la categoria Un Certain Regard.

## Premis
Premi Goya 2008, per la millor pel·lícula, el millor director i la millor revelació masculina.